# Saurida
Saurida es un género de peces teleósteos que pertenece a la familia Synodontidae. Este género incluye unas 20 especies de peces de gran tamaño.

## Especies
Este género contienen las siguientes especies:
- Saurida argentea Macleay, 1881
- Saurida brasiliensis Norman, 1935
- Saurida caribbaea Breder, 1927
- Saurida elongata (Temminck & Schlegel, 1846)
- Saurida filamentosa J. D. Ogilby, 1910
- Saurida flamma Waples, 1982
- Saurida golanii B. C. Russell, 2011
- Saurida gracilis (Quoy & Gaimard, 1824)
- Saurida grandisquamis Günther, 1864
- Saurida isarankurai Shindo & Yamada, 1972
- Saurida longimanus Norman, 1939
- Saurida macrolepis S. Tanaka (I), 1917
- Saurida microlepis H. W. Wu & Ki. Fu. Wang, 1931
- Saurida micropectoralis Shindo & Yamada, 1972
- Saurida nebulosa Valenciennes, 1850
- Saurida normani Longley, 1935
- Saurida pseudotumbil Dutt & Sagar, 1981
- Saurida suspicio Breder, 1927
- Saurida tumbil (Bloch, 1795)
- Saurida umeyoshii Inoue & Nakabo, 2006
- Saurida undosquamis (J. Richardson, 1848)
- Saurida wanieso Shindo & Yamada, 1972